# Velký Luh
Velký Luh (németül: Großloh) község Csehországban a Karlovy Vary-i kerület Chebi járásában.

## Története
Első írásos említése 1726-ból származik. Vasútállomását a 20. század kezdetén építették.

## Népesség
A település népessége az elmúlt években az alábbi módon változott:
| Lakosok száma | 534  | 480  | 407  | 184  | 134  | 127  | 153  | 167  | 162  | 175  |
|               | 1869 | 1900 | 1921 | 1961 | 1980 | 2011 | 2016 | 2019 | 2021 | 2024 |